# جيريمي تومسون (صحفي)
جيريمي تومسون (بالإنجليزية: Jeremy Thompson)‏ هو صحفي بريطاني، ولد في 1950.